# Oreophryne ezra
Oreophryne ezra es una especie de anfibio anuro de la familia Microhylidae.

## Distribución geográfica
Es endémica de la isla Vanatinai, del archipiélago de las Luisiadas (Papúa Nueva Guinea).